# Marcus Smart
Marcus Osmond Smart (Dallas, 6 marzo 1994) è un cestista statunitense, che gioca in NBA con i Los Angeles Lakers.
Ha vinto l'NBA Defensive Player of the Year Award nella stagione 2021-2022 ed è stato la prima guardia a riuscirci dopo Gary Payton che lo vinse nel 1996.

## Carriera

### Inizi
Ha giocato a livello di high school Edward S. Marcus High School di Flower Mound, venendo selezionato per il McDonald's All-American Game. Dal 2012 gioca nei Cowboys di Oklahoma State.

### NBA

#### Boston Celtics (2014-2023)
Nel Draft NBA del 26 giugno 2014 viene selezionato come sesta scelta assoluta dai Boston Celtics. Nel 2015 è stato inserito nella seconda squadra del NBA All-Rookie Team.
Negli anni seguenti, ormai riconosciuto come uno dei migliori difensori della NBA, viene inserito per due anni consecutivi (2018, 2019) nel NBA All-Defensive Team 2010-2020, mentre nel 2022 vince addirittura il NBA Defensive Player of the Year Award (primo esterno a riuscirci dopo 26 anni dalla vittoria di Gary Payton nel 1996).

#### Memphis Grizzlies (2023-)
Il 23 giugno 2023 si trasferisce ai Memphis Grizzlies in una trade a tre squadre che porta, tra gli altri, Kristaps Porziņģis ai Boston Celtics e Tyus Jones ai Washington Wizards.

### Nazionale
Nel 2012 è stato convocato dal coach Billy Donovan in Nazionale Under-18, per disputare i Campionati americani 2012 di categoria, poi vinti dalla squadra statunitense. Lo stesso Donovan lo ha selezionato per i Mondiale Under-19 2013, vinti anch'essi dagli Stati Uniti.

## Statistiche

### NCAA
| Anno      | Squadra     | PG | PT | MP   | TC%  | 3P%  | TL%  | RP  | AP  | PRP | SP  | PP   |
| --------- | ----------- | -- | -- | ---- | ---- | ---- | ---- | --- | --- | --- | --- | ---- |
| 2012-2013 | OSU Cowboys | 33 | 32 | 33,5 | 40,4 | 29,0 | 77,7 | 5,8 | 4,2 | 3,0 | 0,7 | 15,4 |
| 2013-2014 | OSU Cowboys | 31 | 31 | 32,7 | 42,2 | 29,9 | 72,8 | 5,9 | 4,8 | 2,9 | 0,6 | 18,0 |
| Carriera  | Carriera    | 64 | 63 | 33,1 | 41,3 | 29,5 | 75,1 | 5,9 | 4,5 | 2,9 | 0,6 | 16,6 |

#### Massimi in carriera
- Massimo di punti: 39 vs Memphis (19 novembre 2013)[3]
- Massimo di rimbalzi: 13 (2 volte)
- Massimo di assist: 10 vs Texas Tech (22 febbraio 2014)
- Massimo di palle rubate: 9 vs Utah Valley (12 novembre 2013)
- Massimo di stoppate: 4 vs North Carolina State (18 novembre 2012)
- Massimo di minuti giocati: 52 vs Iowa State (3 febbraio 2014)

### NBA

#### Regular Season
| Anno      | Squadra           | PG  | PT  | MP   | TC%  | 3P%  | TL%  | RP  | AP  | PRP | SP  | PP   |
| --------- | ----------------- | --- | --- | ---- | ---- | ---- | ---- | --- | --- | --- | --- | ---- |
| 2014-2015 | Boston Celtics    | 67  | 38  | 27,0 | 36,7 | 33,5 | 64,6 | 3,3 | 3,1 | 1,5 | 0,3 | 7,8  |
| 2015-2016 | Boston Celtics    | 61  | 10  | 27,3 | 34,8 | 25,3 | 77,7 | 4,2 | 3,0 | 1,5 | 0,3 | 9,1  |
| 2016-2017 | Boston Celtics    | 79  | 24  | 30,4 | 35,9 | 28,4 | 81,2 | 3,9 | 4,6 | 1,6 | 0,4 | 10,6 |
| 2017-2018 | Boston Celtics    | 54  | 11  | 29,9 | 36,7 | 30,1 | 72,9 | 3,5 | 4,8 | 1,3 | 0,4 | 10,2 |
| 2018-2019 | Boston Celtics    | 80  | 60  | 27,5 | 42,2 | 36,4 | 80,6 | 2,9 | 4,0 | 1,8 | 0,4 | 8,9  |
| 2019-2020 | Boston Celtics    | 60  | 42  | 32,0 | 37,5 | 34,7 | 83,6 | 3,8 | 4,9 | 1,7 | 0,5 | 12,9 |
| 2020-2021 | Boston Celtics    | 48  | 45  | 32,9 | 39,8 | 33,0 | 79,0 | 3,5 | 5,7 | 1,5 | 0,5 | 13,1 |
| 2021-2022 | Boston Celtics    | 71  | 71  | 32,3 | 41,8 | 33,1 | 79,3 | 3,8 | 5,9 | 1,7 | 0,3 | 12,1 |
| 2022-2023 | Boston Celtics    | 61  | 61  | 32,1 | 41,5 | 33,6 | 74,6 | 3,1 | 6,3 | 1,5 | 0,4 | 11,5 |
| 2023-2024 | Memphis Grizzlies | 20  | 20  | 30,3 | 43,0 | 31,3 | 76,8 | 2,7 | 4,3 | 2,1 | 0,3 | 14,5 |
| 2024-2025 | Memphis Grizzlies | 19  | 6   | 21,1 | 35,8 | 32,2 | 83,3 | 2,3 | 3,7 | 1,2 | 0,3 | 8,7  |
| 2024-2025 | Wash. Wizards     | 15  | 1   | 18,7 | 44,0 | 39,2 | 68,6 | 1,9 | 2,5 | 1,1 | 0,2 | 9,3  |
| Carriera  | Carriera          | 635 | 387 | 29,5 | 38,8 | 32,4 | 77,6 | 3,4 | 4,6 | 1,6 | 0,4 | 10,6 |

#### Play-off
| Anno     | Squadra        | PG  | PT | MP   | TC%  | 3P%  | TL%  | RP  | AP  | PRP | SP  | PP   |
| -------- | -------------- | --- | -- | ---- | ---- | ---- | ---- | --- | --- | --- | --- | ---- |
| 2015     | Boston Celtics | 4   | 3  | 22,5 | 48,3 | 23,1 | 53,3 | 2,8 | 1,3 | 0,3 | 0,3 | 9,8  |
| 2016     | Boston Celtics | 6   | 1  | 32,2 | 36,7 | 34,4 | 81,0 | 4,5 | 3,0 | 1,7 | 0,8 | 12,0 |
| 2017     | Boston Celtics | 18  | 3  | 29,9 | 35,1 | 39,7 | 64,0 | 4,7 | 4,7 | 1,5 | 0,9 | 8,6  |
| 2018     | Boston Celtics | 15  | 4  | 29,9 | 33,6 | 22,1 | 73,5 | 3,7 | 5,3 | 1,7 | 0,7 | 9,8  |
| 2019     | Boston Celtics | 2   | 0  | 16,0 | 9,1  | 9,1  | 66,7 | 2,0 | 2,0 | 1,5 | 0,0 | 3,5  |
| 2020     | Boston Celtics | 17  | 16 | 38,1 | 39,4 | 33,3 | 87,5 | 5,2 | 4,6 | 1,2 | 0,5 | 14,5 |
| 2021     | Boston Celtics | 5   | 5  | 36,6 | 43,9 | 37,2 | 71,4 | 4,4 | 6,0 | 1,0 | 0,2 | 17,8 |
| 2022     | Boston Celtics | 21  | 21 | 36,2 | 40,5 | 35,0 | 80,6 | 4,5 | 5,9 | 1,2 | 0,2 | 15,4 |
| 2023     | Boston Celtics | 20  | 20 | 34,0 | 45,3 | 36,1 | 80,0 | 4,0 | 5,1 | 1,3 | 0,3 | 14,9 |
| Carriera | Carriera       | 108 | 73 | 33,1 | 39,6 | 33,4 | 76,2 | 4,3 | 4,9 | 1,3 | 0,5 | 12,8 |

#### Massimi in carriera
- Massimo di punti: 37 vs Phoenix Suns (18 gennaio 2020)[4]
- Massimo di rimbalzi: 11 (5 volte)
- Massimo di assist: 15 vs Charlotte Hornets (28 novembre 2022)
- Massimo di palle rubate: 8 vs Philadelphia 76ers (15 febbraio 2017)
- Massimo di stoppate: 4 vs Denver Nuggets (5 novembre 2018)
- Massimo di minuti giocati: 50 vs Toronto Raptors (9 settembre 2020)

## Palmarès
- McDonald's All American (2012)
- NCAA AP All-America Second Team (2013)
- NBA All-Rookie Second Team (2015)
- NBA Defensive Player of the Year Award: 1 (2022)
- NBA Hustle Award: 3 (2019, 2022, 2023)
- NBA All-Defensive Team: 3

First Team: 2019, 2020, 2022